# Ложа (часть оружия)
Ло́жа — изделие, деревянные или полимерные цевьё, шейка и приклад на метательном (самострел, арбалет) и огнестрельном оружии, для удобства при стрельбе и предохранения ствола огнестрельного оружия от погиба и для возможности удержать его при большом холоде и при частой стрельбе, когда ствол сильно нагревается.
В знаменитом словаре у В. И. Даля — ло́жа, женский род, деревянная часть ручного стрельного оружия, деревяшка, в которую врезывается ствол, замо́к и прочие части. На одних образцах (например, АВС-36, ППД-40 и других) выполнены как одна деталь, на других (АК, АКМ и других) — раздельно. Заготовка для изготовления деревянной ложи (кусок доски с очертаниями будущего цевья и приклада) именуется ружболванкой. В ложу не входит пистолетная рукоять, хотя она также часто выполняется из дерева или полимера. Человек работающий (изготавливающий) ружейные ложи в России (Руси) — ло́жник.

## История
Ложа появилась вместе с появлением ручного стрелкового холодного, позднее огнестрельного оружия с деревянными частями в XV веке. Как часть ручного огнестрельного оружия, была предназначена для связывания частей оружия в одно целое, для предохранения ствола от погибов, для удобства обращения с оружием, личного состава формирований, а также для правильного распределения отдачи на плечо стрелка. Ружейная ложа состоит из цевья, приклада и соединяющей их шейки и обычно изготавливалась в России из дерева — ореха и берёзы, как наиболее гибких и упругих. Несмотря на обилие вариантов, с тех пор своего назначения она не меняла и осталась принципиально такой же. Ложа чаще делалась цельною, позже в связи с развитием оружейного дела, у французов и англичан, винтовки изготавливались так и с отдельными цевьём и прикладом с шейкой соединённые между собою металлической затворной коробкой. Цевьё может быть подвижным (например, на ружье Winchester Model 1897), выполняющим функцию досылки патрона в патронник и выполненным из пластика; такое цевьё в ложу не входит. Шейка — составная часть ложа оружия, служит для держания ружья кистью руки при стрельбе и фехтовании во время тренировок и штыкового боя и имеет форму и размеры, удобные для обхвата рукой. Приклад оружия служит для его упора в плечо стрелка при выстреле, а затылок приклада служит для распределения отдачи на возможно большую поверхность плеча стрелка. На прикладе может присутствовать металлический или иной упор по форме выемки для защиты приклада от растрескивания от воды или механического воздействия.